# Achiet-le-Petit
Achiet-le-Petit – miejscowość i gmina we Francji, w regionie Hauts-de-France, w departamencie Pas-de-Calais.
Według danych na rok 1990 gminę zamieszkiwało 348 osób, a gęstość zaludnienia wynosiła 48 osób/km² (wśród 1549 gmin regionu Nord-Pas-de-Calais Achiet-le-Petit plasuje się na 891. miejscu pod względem liczby ludności, natomiast pod względem powierzchni na miejscu 504.).